# Rue Artan
Pour les articles homonymes, voir Artan.
La rue Artan (en néerlandais : Artanstraat) est une rue bruxelloise de la commune de Schaerbeek qui va de la place des Bienfaiteurs à la rue Thomas Vinçotte en passant par la place Colonel Bremer et l'avenue Clays.
Elle est prolongée par la rue de la Cible en direction de Saint-Josse-ten-Noode.

## Histoire et description
Cette rue porte le nom d'un peintre mariniste belge, le baron Louis Artan de Saint-Martin, né à La Haye en 1837 et décédé à Ostdunkerque en 1890. Il habita Schaerbeek à la place Liedts puis rue Vanderlinden 52.
La numérotation des habitations va de 1 à 121 pour le côté impair et de 2 à 152 pour le côté pair.

## Adresses notables
- no 116 : FunKey hôtel
- no 117 : Robinier faux-acacia répertorié comme arbre remarquable par la Commission des monuments et des sites.
- nos 118 et 120 : sur un grand terrain en forme de L s'étendent les anciens bâtiments d'une importante coopérative boulangère[1] fondée en 1890 (la Société Anonyme de l'Union Économique) qui fournissait en pain une majeure partie de la capitale. L'ensemble de briques rouges occupe pratiquement la moitié de l'îlot, et a gardé toute sa cohérence architecturale. Pour permettre arrivées et départs des calèches, deux accès étaient prévus: l'un par la rue Artan, et l'autre par une allée couverte débutant au no 68 de la rue Thomas Vinçotte (à l'époque nommée "rue de la Consolation"). On trouve encore aujourd'hui dans le bâtiment latéral des passages intérieurs inclinés que les chevaux gravissaient pour rejoindre leurs écuries du premier étage. L'influence que ce commerce a eue sur la construction du reste du quartier est manifeste : maisons d'ouvriers, maisons de cadres, etc. se multiplient alentour.
Après avoir été désaffecté, cet ensemble abrita d'abord un garagiste, une casse de véhicules, puis après sa revalidation (par l'architecte Pierre Van Assche) une agence de publicité. Depuis l'année 2005 on y trouve un restaurant, un hôtel, et quelques associations culturelles (dont les bureaux du théâtre du Rideau de Bruxelles).
- no 144 : Unité scoute 97e Sainte-Alice FSC
- no 144 : Théâtre Oz, dans une parcelle d'abord occupée par une imprimerie, puis rebâtie en deux ailes pour abriter une école en 1913[2], laquelle deviendra le Théâtre Oz dans les années 2000.

## Galerie de photos

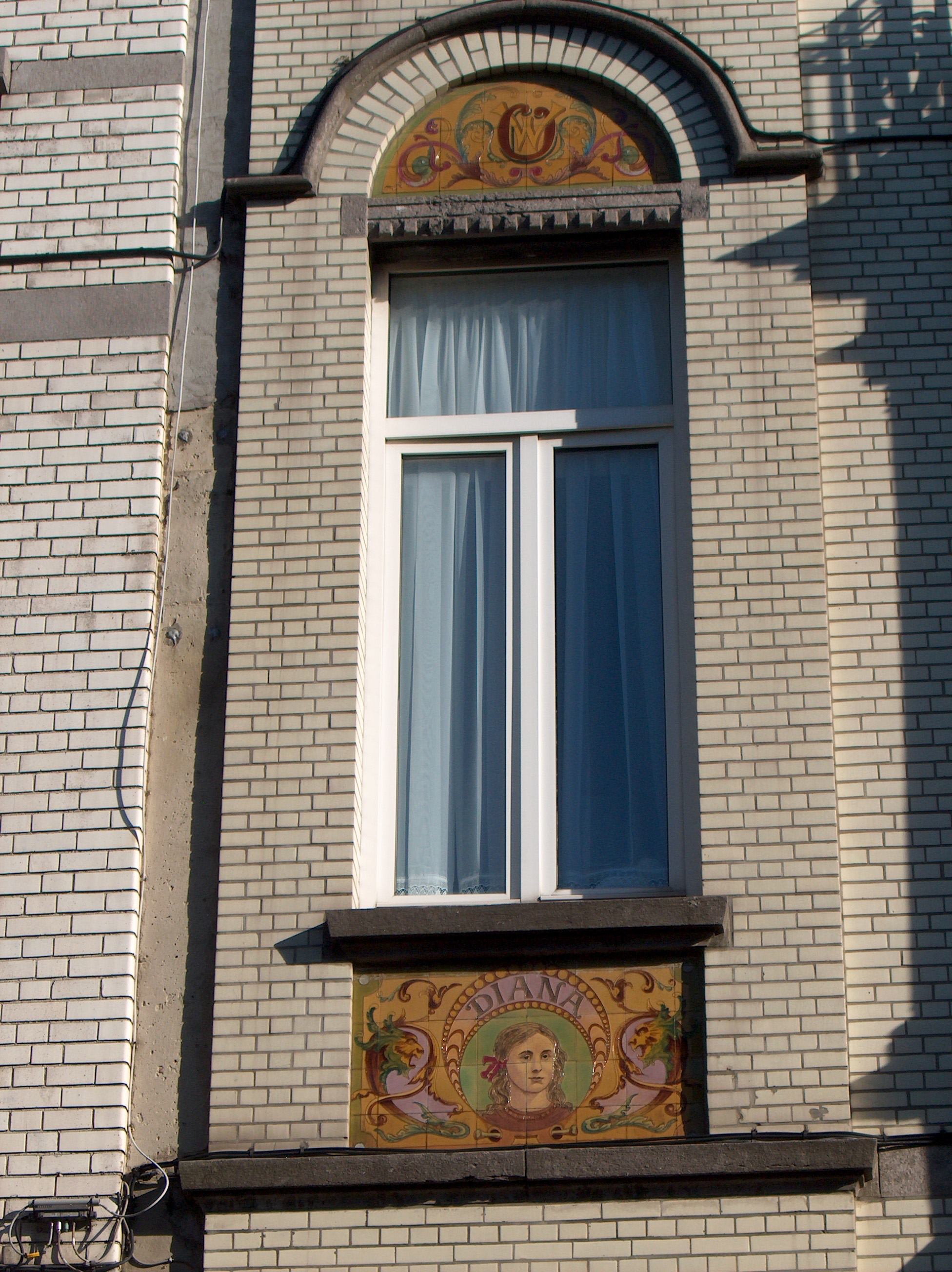
Céramique Diane au no 92
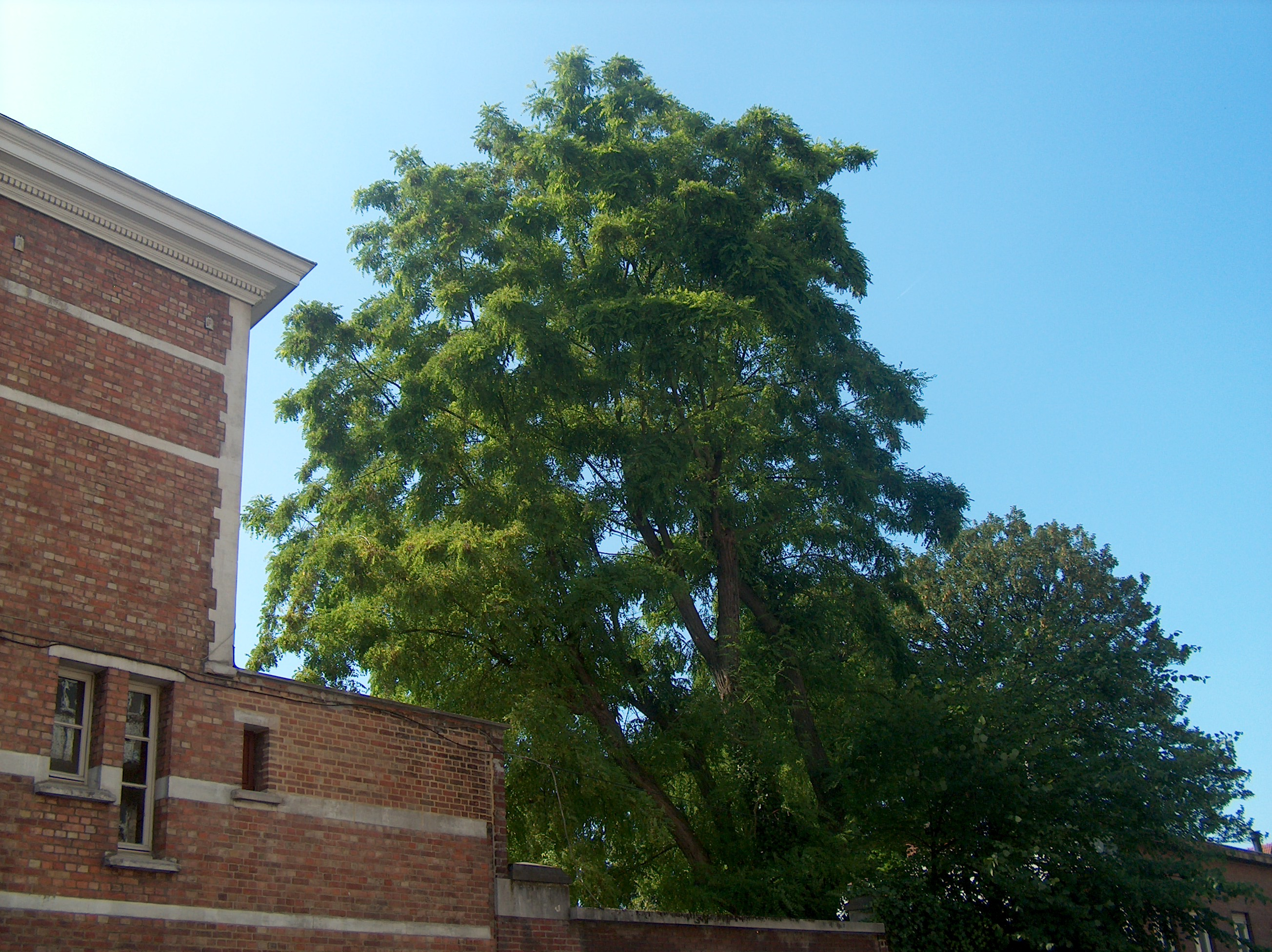
Robinier remarquable au no 117

## Transport public
côté place des Bienfaiteurs
arrêt Bienfaiteurs du tram 25 (STIB)
arrêt Bienfaiteurs du bus 65 (STIB)
arrêt Bremer du bus 358 (De Lijn)
station de taxi Bienfaiteurs
côté avenue Clays
arrêt Clays du bus 61 (STIB)
station de vélos Villo! no 191
côté rue Thomas Vinçotte
arrêt Vinçotte du bus 29 (STIB)
arrêt Vinçotte du bus 318 (De Lijn)
arrêt Vinçotte du bus 351 (De Lijn)
arrêt Vinçotte du bus 410 (De Lijn)